# Kangurek Hip-Hop
Kangurek Hip-Hop – polski serial animowany dla dzieci nakręcony w latach 1975–1983 w Studiu Filmów Rysunkowych w Bielsku-Białej. Nakręcono 13 odcinków po 7 min na kolorowej taśmie 35 mm.

## Ekipa
- Scenariusze: Kazimierz Faber i Bronisław Zeman
- Muzyka: Bogumił Pasternak
- Projekt: Tadeusz Depa, Bronisław Zeman
- Animacja: Ryszard Lepiórka, Janusz Jamróg
- Narrator: Tadeusz Kwinta

## Spis odcinków

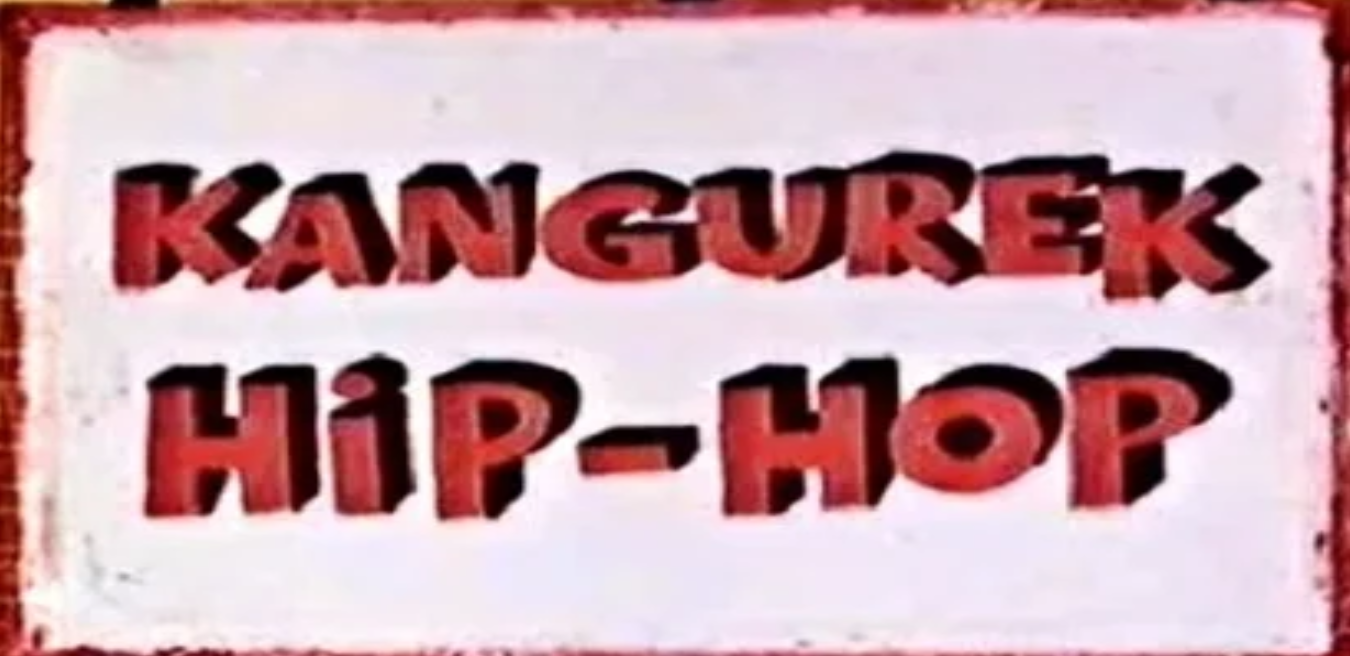

| Rok  | Nr | Tytuł      | Reżyser                           | Bohater                       |
| ---- | -- | ---------- | --------------------------------- | ----------------------------- |
| 1975 | 1  | Lis        | Bronisław Zeman & Kazimierz Faber | Kangurek Hip-Hop i Lis        |
| 1975 | 2  | Dzik       | Bronisław Zeman & Kazimierz Faber | Kangurek Hip-Hop i Dzik       |
| 1975 | 3  | Borsuk     | Bronisław Zeman & Kazimierz Faber | Kangurek Hip-Hop i Borsuk     |
| 1976 | 4  | Kozica     | Bronisław Zeman & Kazimierz Faber | Kangurek Hip-Hop i Kozica     |
| 1976 | 5  | Wilk       | Bronisław Zeman & Kazimierz Faber | Kangurek Hip-Hop i Wilk       |
| 1977 | 6  | Ryś        | Bronisław Zeman & Kazimierz Faber | Kangurek Hip-Hop i Ryś        |
| 1977 | 7  | Świstak    | Bronisław Zeman & Kazimierz Faber | Kangurek Hip-Hop i Świstak    |
| 1977 | 8  | Łoś        | Bronisław Zeman & Kazimierz Faber | Kangurek Hip-Hop i Łoś        |
| 1978 | 9  | Źubr       | Bronisław Zeman & Kazimierz Faber | Kangurek Hip-Hop i Żubr       |
| 1979 | 10 | Bóbr       | Bronisław Zeman & Kazimierz Faber | Kangurek Hip-Hop i Bóbr       |
| 1975 | 11 | Niedźwiedź | Bronisław Zeman & Kazimierz Faber | Kangurek Hip-Hop i Niedźwiedź |
| 1983 | 12 | Chomik     | Bronisław Zeman & Kazimierz Faber | Kangurek Hip-Hop i Chomik     |
| 1981 | 13 | Zając      | Bronisław Zeman & Kazimierz Faber | Kangurek Hip-Hop i Zając      |